# 台北101
台北101（英語：TAIPEI 101）是位於臺灣臺北市信義區的超高層摩天大樓，作為主體建築的塔樓高508公尺，地上101層、地下5層，附設的裙樓則為購物中心「TAIPEI 101 MALL」。於2004年12月31日落成至2010年1月4日由CTBUH認定為世界第一高樓；目前是臺灣第一高樓，以及臺灣唯一高度超過500公尺、樓層超過100層的建築物，不僅是世界上第一座高度超過半公里（約0.3英里）的建築物，也是全世界第11高建築物。其興建及經營機構為台北金融大樓公司。
台北101的建設計畫從1990年代開始展開，初名「台北國際金融中心」（英語：Taipei World Financial Center），為配合中華民國政府推動的「亞太營運中心」政策規劃面向金融業的大型商辦設施，之後選定在臺北市信義計畫區A22及A23區塊上興建，並於1996年10月決議以BOT模式興建。1997年7月，台北國際金融中心建設案在中華開發、宏國建設等企業的帶領下以新臺幣206億餘元取得70年地上權後，成立台北金融大樓公司作為主辦機構，於1998年1月13日正式開工。到1999年4月，由日商熊谷組為首的KTRT團隊以新臺幣391億元取得塔樓建設標後，在同年7月正式開啟塔樓工程。2001年6月和2003年7月分別完成裙樓和塔樓的上樑儀式，其後在2002年7月正式將本建築定名為「台北101」，隨後塔樓在2003年10月完成封頂，裙樓區購物中心在2003年11月開幕，最終塔樓工程在2004年全面完工後於該年年底開幕。
台北101由建築師李祖原設計，採用後現代主義建築風格，並在使用工業材料等現代結構的同時喚起傳統的亞洲美學。其建築結構的設計結合許多特點，使其能抵禦環太平洋火山帶的地震及臺灣常見的熱帶氣旋氣候。塔樓設有辦公室、餐廳、商店、觀景台及戶外觀景步道提供民眾使用，並擁有全球首座開放給遊客觀賞的巨型阻尼器為其特色；裙樓區購物中心則擁有世界上最大的如意符號作為外部元素。台北101設有61部電梯，其中2部觀景台電梯從5樓到89樓僅需37秒，以每分鐘1,010公尺（約每小時60.6（37.7英里））的速度成為當時全世界最快速的電梯。
台北101在商辦及商場的用途之外，亦舉行垂直馬拉松、跨年煙火表演等具宣傳性質的活動；每日傍晚至午夜間會在外牆打上燈光，以彩虹光譜色為主題來呈現一天一色，有時候為配合特殊場合包括商業廣告和事件紀念而點燈打字或特殊顏色燈光。至今為止，台北101獲得許多獎項和認證，包括在2004年底獲得安波利斯摩天大樓獎第1名、2011年起屢獲美國綠建築協會（USGBC）的LEED綠建築白金級認證、2023年獲得國際健康建築研究院（IWBI）WELL健康建築白金級認證等。

## 歷史

### 計畫
1991年7月2日，行政院主管座談金融組在其會議上決定選擇適當公有地並鼓勵民間單位興建國際金融大樓，並於同年11月9日打算在信義計畫區A21、A22、A23等台北市政府市有土地區塊上籌建國際金融大樓。1992年12月24日，國際金融大樓建設計畫在行政院會議上決議納入1993年中華民國國家建設計劃之一。1993年12月31日，為了加速推動國內金融服務業自由化，及建設台北市成為亞太區域金融中心兩大政策目標，行政院經濟建設委員會與中央銀行和財政部達成協議，並宣布啟動1994年的十大金融措施。在十大金融措施當中就包括籌設「台北國際金融中心」，並期盼可以引進金融期貨、選擇權、金融交換等新種商品，以提高市場效率。1995年5月9日，在台北國際金融中心設置都市計劃案獲得內政部都市計畫委員會審議通過後，台北市政府在該年5月16日邀請都市發展局、財政局等單位共同討論金融中心的投資興建辦法。然而在當時討論過程中，因為涉及地上權權利金、土地租金等相關爭議，再加上該基地的土地價值超過新台幣200億元，因此台北市政府在該年7月重新評估台北國際金融中心的開發案。
1995年12月27日，台北市政府祕書長廖正井邀請中華民國財政部、中央銀行以及台北市政府財政局、都市發展局、工務局等官員召開「國際金融大樓籌建工作小組」會議，除了指示財政局在2周內提出關於金融大樓細部的工作時程與顧問公司委託模式評估報告，更在會議中提到金融大樓的開發模式會以設定土地地上權由得標的開發者自行集資興建為主，並期盼能早日完工。1996年10月22日，台北市政府市政會議通過台北國際金融中心以設定地上權方式交予民間投資開發興建，並在11月初送交台北市議會審議。根據當時的興建計畫進度，台北國際金融中心的規劃顧問團隊預定在該年年底前完成環境影響評估等作業，並計畫在1997年1月31日製作招商投資開發標單文件。
1997年5月5日，預算高達新台幣360億元的台北國際金融中心大樓興建案正式公告，並於隔日開始至7月5日開放廠商投標。由於行政院提供新台幣192億元低利貸款，再加上不少企業認為台北國際金融中心建成後會讓信義計畫區鹹魚翻身，因此有30多家廠商向台北市政府財政局提出投資意向書並計畫在兩個月內進行組合，成立企業聯盟的投資團隊，在這些廠商當中就包括和信集團中國信託商業銀行、捷和建設、新光集團新光人壽等。1997年7月12日，在中華開發公司聯合多家台灣銀行、保險公司牽頭下，以新台幣206.8889億元標價取得該地塊70年租用權及大樓開發權，台北市政府隨後在7月22日與得標廠商中華開發和台灣證券交易所共同簽訂建設營運與移轉協議，並於1998年1月13日正式動土施工。

### 興建
1998年1月13日，經過兩年的籌建及中華民國首例獎勵民間投資興建的台北國際金融中心大樓正式開工。在開工現場上雲集許多重點人物包括行政院財政部長邱正雄、中央銀行總裁許遠東等人一同表示該建設為跨世紀建設及重要指標，並期盼在完工後能提供更好的金融服務，且吸引國內外銀行、保險、證券、期貨等金融相關產業進駐。與此同時，台北市政府財政局長林全表示台北國際金融中心建設案在扣除土地開發成本後將會帶給台北市政府約新台幣100億元的盈餘，並將會挹注於北二高信義支線（即現今的信義快速道路）、捷運信義線、空中走廊、電動步道等交通系統軟硬體工程經費。
台北國際金融中心的塔樓在當時規劃為59層樓，並採取一高層二中層型態的建築設計。在後續規劃時，建築師王重平為了呼應「六六大順」吉祥話而設計高273公尺的66層大樓，並附設2棟高20層的大樓。之後在1998年5月25日，台北市政府有條件通過台北國際金融中心變更開發案的環境影響評估，將台北國際金融中心的塔樓從59層樓變更為101層樓，並改以主體89層樓外加尖塔12層樓做設計，其高度也增加至508公尺。儘管其總樓地板面積增加約8.87%，但因為容積率不會變動，因此塔樓的遮蔽效應會大幅降低。1998年7月8日，台北市政府環境保護局公告金融中心大樓環境影響評估審查結論，並認為這樣的計畫可以有條件接受開發，而北市府都市設計審議委員會在1998年8月21日同意讓台北金融大樓公司申請台北國際金融中心塔樓的建設執照，因此台北金融大樓公司最終在1998年10月8日取得塔樓建設執照。在當時建築工地現場於1998年10月3日完成連續壁施作，並於11月15日開始逐步進行基樁施作直到隔年8月9日完成:2-13。
1999年4月27日，台北國際金融中心塔樓新建工程案由日本熊谷組、榮工公司、與和信集團大友為營造等聯合承攬團隊以新台幣193億餘元得標，加上工程金額約新台幣200億元後，總計為新台幣391億元，預計在整體工程完工後成為世界最高建築物。1999年6月2日，台北國際金融中心裙樓區正式開工:2-13。1999年7月14日，台北金融大樓公司與總承包廠商日本熊谷組、華熊營造、榮工公司、大友為營造等單位正式簽訂台北國際金融中心塔樓新建工程合約，而總承攬商熊谷組另外與鋼結構得標廠商新日本製鐵公司、中國鋼鐵結構公司，電梯與電扶梯得標廠商崇友實業，以及帷幕牆得標廠商美國聯和公司等分包廠商簽約後正式開啟塔樓工程:2-11。
在台北國際金融中心塔樓正式簽約開工時，塔樓的樓層高度被交通部民用航空局認為會影響台北松山機場的航班飛安問題，後續在1999年8月9日，台北國際金融中心塔樓的樓層高度經過台北市政府、交通部民用航空局、和開發業者台北金融大樓公司協商後決定降低樓層高度至391.8公尺，並在後續修正塔樓之屋塔立面高度至448公尺以及尖塔高度至508公尺:3。2000年6月7日，在台北國際金融中心工地現場舉行塔樓的立柱儀式:2-14，之後到2001年6月13日，已規劃做購物中心用途的裙樓區完成上樑儀式，而塔樓興建工程到該年7月的施工進度來到14.23%，榮工公司表示塔樓工程會使用四組塔式吊車進行鋼構吊組，並且在施作上以每三層為一節，平均大約15到20天內完成一節。然而在2002年3月31日台灣時間下午2點52分，花蓮縣外海發生芮氏規模6.8的強震，2台位在台北國際金融中心塔樓56樓工地現場的塔式吊車因承受不住強震晃動而應聲倒塌，不但壓壞了多部汽機車及裙樓區部分屋頂，還造成包括兩名起重機操作員在內共五人死亡。震後一天，台北市政府緊急向台北國際金融中心施工承攬商發布停工令，並進行現場勘驗及結構檢測:2-15，最終在2002年5月14日起逐步恢復塔樓施工及裙樓區建物修復作業:2-15。
2002年7月18日，台北金融大樓公司宣布「台北國際金融中心」正式更名為「TAIPEI 101」（台北101），總經理林鴻明對外表示這個名稱以「立地台北」來命名的。在名稱涵義上，英文字母「TAIPEI」分別代表「科技、藝術、創新、人性、環保、認同」，而數字「101」代表著樓高及超越滿分、更上層樓的吉祥涵意。2003年7月1日，台北101工地現場在總統陳水扁、台北市市長馬英九、以及台北金融大樓公司董事長胡定吾的見證下進行最後一根樑柱上樑儀式。2003年10月9日，台北101的塔尖爬升至508公尺後於17日微調完成，因此台北101塔樓興建工程正式封頂:2-15。2003年11月14日，台北101裙樓區的購物中心在總統陳水扁、立法院院長王金平和台北市市長馬英九等貴賓共同剪綵下正式開幕，但一周後因為受到塔樓91樓帷幕牆吊運構件掉落事件影響，不僅使購物中心在當天緊急暫停營業一天，也使塔樓工程再度停工直到12月26日恢復施工:2-15。
2004年起，伴隨台北101塔樓工程即將進入尾聲，於該年1月28日至5月13日陸陸續續拆除施工電梯及塔吊:2-15，並且由韓國建築公司三星物產完成台北101大樓的室內裝修工程:2-5。2004年4月20日，台北101總經理林鴻明對外證實台北101獲得世界高層建築與都市人居學會認定為世界最高建築物。到2004年12月31日當天伴隨總統陳水扁、台北市市長馬英九、立法院院長王金平完成剪綵儀式，台北101塔樓正式啟用。在當天晚上，台北市政府在台北市民廣場舉辦「臺北最High新年城跨年晚會」，並邀請張惠妹和孫燕姿等多位受歡迎的歌手登台表演，幾個小時後，台北101的第一場煙火表演宣告了2005年的到來，與此同時取代了吉隆坡的雙峰塔，正式成為世界上最高的建築物，直到2010年初被杜拜哈里發塔打破建築物高度紀錄為止。

### 落成後
台北101塔樓在2004年底開幕啟用後，在2005年1月19日開放遊客搭乘高速電梯前往89樓觀景台。臺北市政府新聞處在2005年10月15日舉辦市民票選「臺北市十大建築」活動，而最後結果顯示台北101名列首位，並且與美麗華摩天輪、中正紀念堂、圓山大飯店、總統府、國父紀念館、西門紅樓、新光人壽大樓、中油大樓和臺北之家等建築物齊獲選代表臺北市的特色建物，另有監察院廳舍與臺北市市政大樓則分別名列第11、12位。2009年11月2日，台北金融大樓公司宣布計劃在2011年夏季之前將台北101打造成按照LEED標準衡量的「世界最高綠建築」。該結構已被設計為節能型建築物，其雙層玻璃窗可阻擋50%的外部熱量，循環水可滿足建築物20-30%的需求。然而LEED認證需要對佈線、供水和照明設備進行檢查和升級，因此該公司需要斥資新台幣6,000萬元（當時約180萬美元）完成施作。由於該項目是在由西門子建築科技公司、建築師和室內設計師Steven Leach Group以及LEED諮詢公司EcoTech International組成的國際團隊的指導下進行的，因此估計顯示，修改所節省的費用可以在三年內支付製造成本。2011年1月，為因應中華民國建國百周年，公共工程委員會舉辦「百大建設網路票選活動」，類別包括百大建設、促參建設等，活動結束時共收到33萬餘票，台北101獲得促參建設類冠軍和百大建設類亞軍。與此同時，台北金融大樓公司於2011年初申請了LEED白金級認證，並於同年7月7日獲得美國綠建築協會於既有建築之營運與維護（LEED-EBOM）項目的評比上取得V3白金級認證。雖然該專案耗資新台幣6,000萬元（208萬美元），但預計可節省每小時1,440萬千瓦用電量，即節能18%，相當於每年新台幣3,600萬元（120萬美元）的能源成本。另外，為了要進一步取得V4認證，台北101在那一年額外斥資新台幣2,000萬元去升級多項設備系統，包括智慧能源管理、綠色照明、空調節能以及環保電力部分。
2013年5月13日，台北101和東京晴空塔正式簽署共同友好宣傳計畫，由旅臺日籍藝人佐藤麻衣與女子團體Dream Girls成員李毓芬分別擔任日本和臺灣雙方友好交流大使，在交通部觀光局局長謝謂君和交流協會臺北事務所副代表佐味祐介的見證下，由台北101董事長宋文琪和晴空塔社長鈴木道明代表簽署，共同完成「2013台日觀光地標友好年」之簽約儀式。2013年12月12日，台北市政府地政局公告2014年（民國103年）土地現值與公告地價，其中台北101以每坪新台幣502萬餘元（每平方公尺新台幣152萬元）超越新光摩天大樓的每坪新台幣499萬餘元（每平方公尺新台幣150萬9621元），不僅首度成為台北市地王，也中止新光摩天大樓蟬聯15年地王紀錄。2014年4月，台北101向世界高塔聯盟提出加入會員申請，經過半年後於美國時間2014年10月15日通過聯盟理事會審查，正式成為該聯盟的一員。2015年10月，台北101不僅獲得英國BBC評為全世界8大最美超高建築之一，也被美國《大眾機械》雜誌評選為全球十大最堅韌建築首位。2016年7月，台北101在經過5年的時間升級設備後獲得美國綠建築協會於既有建築之營運與維護項目的V4白金級認證，不僅是美國以外第一座取得該認證的建築物，也是台灣當時唯一一座取得該認證的建築物。另外也在那一時間宣布導入德國西門子公司的雲端樓宇能源與永續管理平台「Navigator」，用來提升建築效能和制訂節能策略，以利智慧化升級。2019年6月13日，台北101官方宣布在6月14日開放101樓以及「SKYLINE天際線460」戶外觀景台，另外在這一年，台北101被世界高層建築與都市人居學會評為全球50座最具影響力的摩天大樓之一。
2020年正值疫情爆發，從日本橫濱港出發的鑽石公主號到該年2月8日止共有64人確診新冠肺炎，台北101也在當天表示鑽石公主號的34名遊客和2名導遊曾在該年1月31日造訪台北101，不過在當時並沒有人出現症狀。台北101購物中心在2020年4月1日一度因為疫情管制而縮短營業時間，並於該年6月恢復正常，但在2021年5月開始因為台灣第三級疫情警戒，不但造成購物中心一度再次縮短營業時間，還造成觀景台暫時關閉，最終在2021年10月8日恢復觀景台的營業。
2021年7月23日，台北101獲得LEED O+M v4.1白金級再認證。2023年7月25日，台北101宣布取得WELL健康建築v2 Core白金級認證，成為全球十大超高建築當中唯一取得LEED和WELL雙白金健康綠建築。

## 建築與設計

### 高度
包括建築物業主在內的各種消息來源給出台北101的結構高度為508（1,667英尺），其屋頂高度和頂樓高度分別為448（1,470英尺）和438（1,437英尺），而1樓地板高度從底部平台測量出1.2（3英尺11英寸）。不過，CTBUH標準在計算總高度時包括了1樓平台的高度，因為它代表了人造結構的一部分，並且高於周圍人行道的表面。完工後，台北101的高度比雙峰塔高出57.3（188英尺），成為世界最高建築物，隨後CTBUH聲稱的從地面到尖端的建築物最高高度記錄被高度為829.8（2,722英尺）的杜拜哈里發塔打破。另外，台北101的屋頂高度和最高樓層高度的記錄於2008年被上海環球金融中心暫時取代，而上海環球金融中心的記錄卻於2009年被阿拉伯聯合大公國杜拜的哈里發塔取代。
台北101在當時是世界上最高的建築，從其建築頂部（尖頂）測量，高度為508.2（1,667英尺），超越高度為451.9（1,483英尺）的吉隆坡雙峰塔。其屋頂高度為449.2（1,474英尺），最高樓層高度為439.2（1,441英尺），超過了芝加哥威利斯大廈的屋頂高度442（1,450英尺）和最高樓層高度412.4（1,353英尺）。另外它還超越了高達347.5（1,140英尺）的高雄85大樓成為台灣最高建築物，以及高達244.15（801英尺）的51層大廈新光人壽大樓，成為台北市最高建築物。
台北101在結構上設計地上101層，地下5層，不僅是第一座高度突破半公里的建築物，在2004年3月31日到2010年3月10日共六年間一直是世界上最高的建築物，直到2010年被哈里發塔取代。台北101裝設時速61公里（時速38英里，每分鐘1,010公尺）的電梯，在2004年至2015年間是全世界最快速的電梯。它擁有世界上最大的風阻尼球，直徑為5.5（18英尺）。根據世界高層建築與都市人居學會的官方排名，台北101到2024年為止是世界第11高建築物。

### 結構設計
台北101在設計上能夠抵禦台灣東部地區常見的颱風和地震。永峻工程顧問股份有限公司設計的台北101能夠承受每秒60公尺（197英尺，216公里/小時或134英里/小時）的強風，以及2,500年周期中最強的地震。在設計上，既具有靈活性，又具有結構堅固性，因為靈活性可以防止結構損壞，而堅固性則可以確保人員的舒適度，並保護玻璃、幕墙和其他設施。大多數設計透過擴大支撐等關鍵結構元件來實現必要的強度。由於台北101的高度，加上週邊地區的地質情況，建築物距離主要斷層線僅660英尺（200）。懸臂桁架以八層樓為間隔，將建築物核心的柱子與外部的柱子連接起來。這些特點，加上其地基的堅固性，使台北101成為有史以來結構最穩固的建築物之一。台北101的地基由380根打入地下80（262英尺）的基樁加固，並延伸至基岩深處30（98英尺）。每根基樁的直徑為1.5（4英尺11英寸），可承受大約1,000—1,320公噸（1,100—1,460短噸）的重量。
Motioneering公司為台北101設計了一個660公噸（728短噸）的鋼擺，用作調諧質量阻尼器，耗資1.32億新台幣（400萬美元）。台北101風阻尼球懸掛在92層到87層之間，透過擺動來減緩因強風造成建築物的晃動幅度，其幅度可減少高達40%。建成後成為世界上最大的風阻尼球，由41塊不同直徑的圓形鋼板組成，每塊鋼板厚120毫米（4.92英寸），焊接在一起形成一個直徑5.5（18英尺）的風阻尼球。塔尖頂部安裝了兩個額外的調諧質量阻尼器，每個重6公噸（7短噸），有助於防止強風負荷對結構造成損壞。2015年8月8日，帶來的強風使主風阻尼球搖擺了1（3英尺3英寸），這是該風阻尼球有史以來的最大擺動量。由於台北101的風阻尼球已經成為一個非常受歡迎的旅遊景點，以至於台北101與日本三麗鷗公司合作創造了一系列的吉祥物Damper Baby，分別命名為「黑巧克、金有錢、紅金寶、銀絲卷、綠荳兵」，並做成紀念品於台北101禮品店販售，隨後Damper Baby已成為當地流行的吉祥物，並發行與它相關的漫畫書和網站。

### 結構立面
台北101的藍綠色玻璃帷幕牆為雙層玻璃，提供足以阻擋50%外部熱量的隔熱和紫外線防護，並可承受7-公噸（8-短噸）的衝擊。玻璃和鋁板的立面系統安裝在傾斜抗移動格子，透過在每八層樓用一層高桁架連接到巨型柱子，有助於提高整體橫向剛度。因此，此立面系統能夠承受高達95（4英寸）的地震橫向位移而不會損壞，而這樣的立面系統也稱為阻尼器。
立面的原始邊角設計在加拿大安大略省的RWDI進行了測試，RWDI對百年一遇風暴的模擬中揭示了在10公尺高度上持續3秒、105-英里每小時（169-每小時）的風中形成的渦旋，或相當於導致塔樓橫向搖擺的速度。人們發現雙倒角階梯設計設計可以大大減少這種側風振盪，從而形成最終設計的「W」角立面。建築師李祖源也使用了大量的立面元素來代表他所追求的象徵身分，這些立面元素包括代表當地細長竹子外觀的綠色有色玻璃、八層向上且向外傾斜的倒梯形設計寶塔，每層倒梯形有八層樓、以及兩個立面部分之間的如意和古錢幣符號等。
台北101大樓自有的屋頂和立面循環水系統可滿足該建築20%至30%的用水需求，因此在2011年7月，台北101獲得LEED標準認證「世界最高綠建築」。

### 象徵主義
101樓的高度紀念了時間的更新，隨著塔樓建成而到來的新世紀（100+1）以及隨後到來的所有新年份（1月1日=1-01），它象徵著在傳統的完美數字「100」上精益求精的遠大理想，另外這個數字也讓人想起數位技術中使用的二进制數字系統。
塔樓在設計由八個倒梯形的「斗」組成，每個「斗」設八樓層，在華語文化中，數字「8」與豐富、繁榮和好運聯繫在一起。重複的倒梯形設計元素同時讓人想起亞洲寶塔（一座連接大地和天空的塔，也讓人想起雙峰塔）、一根竹子（學習和成長的象徵）和中國古代元寶或錢箱的堆疊（豐富的象徵）。流行幽默有時會將建築的形狀比喻為西式中餐中使用的餐盒，而這些盒子的可堆疊形狀同樣源自古代錢盒的形狀。安裝在建築物每面基座與塔樓交匯處的四個外圓內方的圓盤代表銅錢，在入口處上方的標誌展示了三枚中國古代設計的錢幣，其中心孔的形狀暗示著阿拉伯數字1-0-1，另外台北101的結構採用了許多方形和圓形的形狀來象徵陰陽。
捲曲的如意圖形作為台北101的設計元素而在整個結構中大量使用，雖然台北101的每個如意造型都是傳統的，但其工業金屬的渲染卻明顯是現代的。如意是一種起源於古代的護身符，與天上的雲彩有關，它意味著治癒、保護和滿足，並出現在慶祝職業生涯達到新高度的活動中。裙樓區購物中心的弧形屋頂形成一個巨大的如意圖案，並為遊客遮蔭。台北101塔樓外牆的每個如意裝飾品高度至少為8（26英尺）。另外在裙樓區購物中心的內部設計採用現代設計，同時也利用了傳統元素，捲曲的如意符號是商場內反覆出現的圖案，而室內的許多特徵也遵循風水傳統。
台北101和許多鄰近的建築一樣，體現了風水哲學的影響。一個例子是位於塔樓東側入口附近松廉路和信義路交叉口的大型花崗岩噴泉，其頂部的一顆球向塔樓旋轉。作為一個公共藝術作品，噴泉的設計儘管呼應了塔樓的節奏，但在紋理上與塔樓形成鮮明對比。噴泉在風水哲學中也具有實用功能，包括在建築物入口附近的「T」形交叉點代表建築物及其居住者的正能量或「氣」的潛在流失，而人們認為在這些地方放置流水有助於重新引導「氣」的流動。

### 電梯

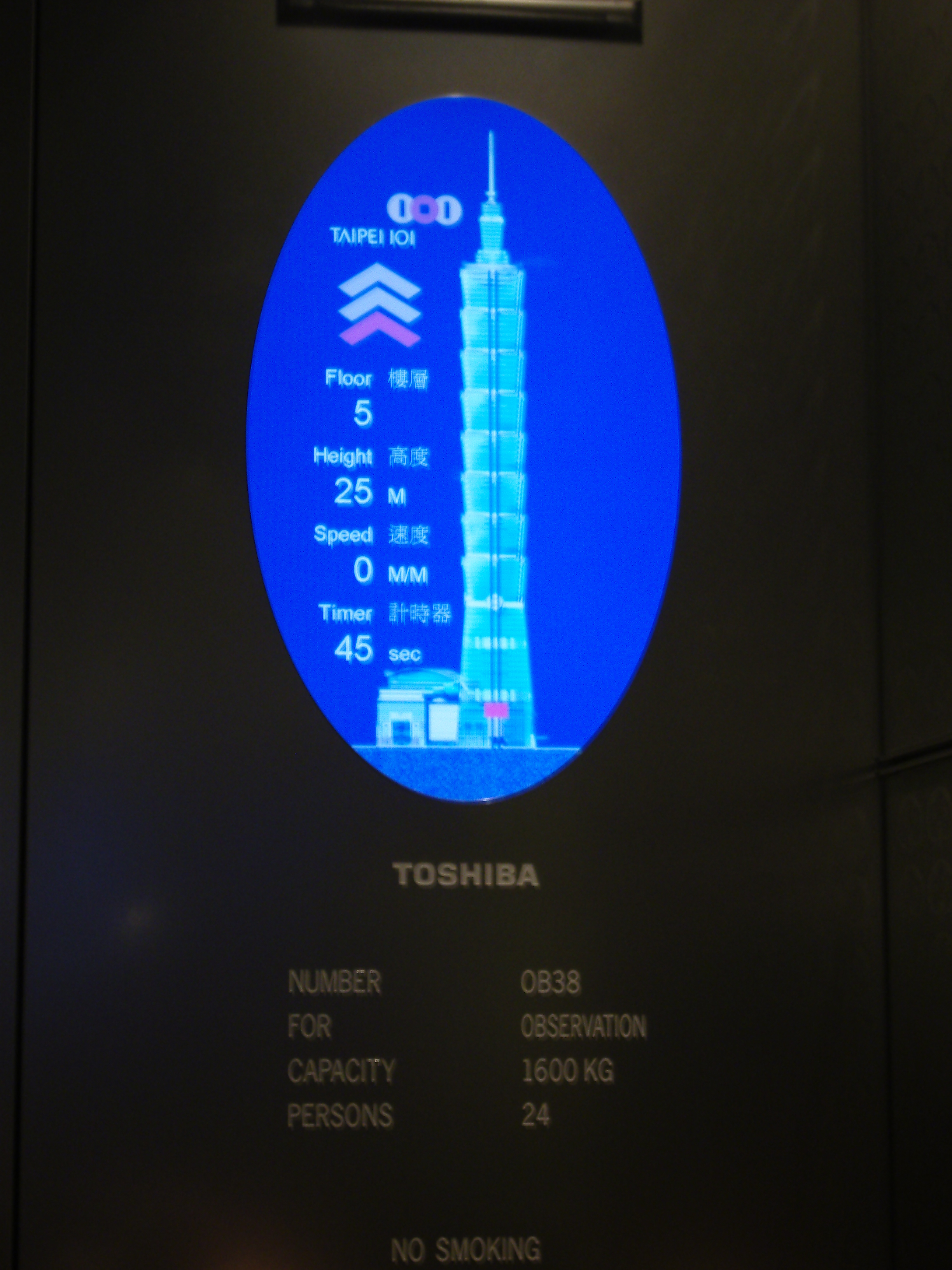
台北101觀景台電梯曾在2004年創下金氏世界紀錄全世界最快速電梯稱號，在2015年底被上海中心大廈的電梯取代

台北101設有61部電梯，包括34部雙層電梯，這些電梯均由日本東芝電梯建築系統公司（TELC）和台灣崇友實業共同建造。在2004年，其中2部觀景台超高速電梯以每小時60.6（37.7英里）（即每秒16.83（55.2英尺），或每分鐘1,010公尺）的上升運行速度不僅比日本橫濱地標大廈觀景台電梯的每小時45（28英里）（即每秒12.5（41英尺），或每分鐘750公尺）超出34.7%，也創造了当时世界最快電梯上升速度的新紀錄，台北101的觀景台電梯可在37秒內將遊客從5樓運送到89樓的觀景台。每部電梯均採用空氣動力機身、艙壓控制設備、最先進的緊急煞車系統以及世界上第一個三級防超調系統，每部電梯的成本為新台幣8,000萬元（240萬美元）。2016年，世界最快速電梯的頭銜被上海中心大廈奪走，而這個頭銜在不久之後再次被廣州周大福金融中心抱走。
| 電梯編號   | 運行速度                                        | 運行速度                                   | 運行速度                                | 安裝台數 | 服務樓層                        | 雙層電梯 | 備註                              |
| 電梯編號   | 每分鐘                                          | 每秒鐘                                     | 每小時                                  | 安裝台數 | 服務樓層                        | 雙層電梯 | 備註                              |
| ---------- | ----------------------------------------------- | ------------------------------------------ | --------------------------------------- | -------- | ------------------------------- | -------- | --------------------------------- |
| PE1~PE4    | 150（492英尺）                                  | 2.5（8英尺2英寸）                          | 9（6英里）                              | 4        | 1、2、4、5、9~16、19、20        |          | 不適用                            |
| PE5~PE8    | 360（1,181英尺）                                | 6（20英尺）                                | 21.6（13英里）                          | 4        | 1、2、4、5、19~24、27~30        |          | 不適用                            |
| PE9~PE12   | 150（492英尺）                                  | 2.5（8英尺2英寸）                          | 9（6英里）                              | 4        | 35~41、43~48                    |          | 不適用                            |
| PE13~PE16  | 210（689英尺）                                  | 3.5（11英尺）                              | 12.6（8英里）                           | 4        | 35、36、47~49、51~57            |          | 不適用                            |
| PE17~PE18  | 105（344英尺）                                  | 1.75（5英尺9英寸）                         | 6.3（4英里）                            | 2        | 30~33、35                       |          | 不適用                            |
| PE19~PE22  | 150（492英尺）                                  | 2.5（8英尺2英寸）                          | 9（6英里）                              | 4        | 59~65、67~72                    |          | 不適用                            |
| PE23、PE26 | 210（689英尺）                                  | 3.5（11英尺）                              | 12.6（8英里）                           | 2        | 59、60、71~73、75~81、83~84     |          | 不適用                            |
| PE24、PE25 | 210（689英尺）                                  | 3.5（11英尺）                              | 12.6（8英里）                           | 2        | 59、60、71~73、75~81、83~86、88 |          | 不適用                            |
| PE27       | 210（689英尺）                                  | 3.5（11英尺）                              | 12.6（8英里）                           | 1        | 59、60、85、86、88              |          | 不適用                            |
| SL28~SL32  | 300（984英尺）                                  | 5（16英尺）                                | 18（11英里）                            | 5        | 1、2、4、5、35、36              |          | 不適用                            |
| SL33~SL37  | 480（1,575英尺）                                | 8（26英尺）                                | 28.8（18英里）                          | 5        | 1、2、4、5、35、36、59、60      |          | 不適用                            |
| OB38、OB39 | 上升：1,010（3,314英尺） 下降：600（1,969英尺） | 上升：約16.83（55英尺） 下降：10（33英尺） | 上升：60.6（38英里） 下降：36（22英里） | 2        | B1、1、4、5、85、86、88、89     |          | 超高速電梯 曾創下全世界最快速電梯 |
| SE40、SE41 | 480（1,575英尺）                                | 8（26英尺）                                | 28.8（18英里）                          | 2        | B5~2、4~7、9~17、19~25、27~90   |          | 不適用                            |
| SE42       | 480（1,575英尺）                                | 8（26英尺）                                | 28.8（18英里）                          | 1        | B2~2、4~7、9~17、19~25、27~88   |          | 不適用                            |
| PE/SE43    | 105（344英尺）                                  | 1.75（5英尺9英寸）                         | 6.3（4英里）                            | 1        | 93~101                          |          | 不適用                            |
| PE44~PE49  | 120（394英尺）                                  | 2（6英尺7英寸）                            | 7.2（4英里）                            | 6        | B5~6                            |          | 不適用                            |
| PE50~PE53  | 120（394英尺）                                  | 2（6英尺7英寸）                            | 7.2（4英里）                            | 4        | B5~5                            |          | 不適用                            |
| SE54、SE55 | 60（197英尺）                                   | 1（3英尺3英寸）                            | 3.6（2英里）                            | 2        | B2~5                            |          | 不適用                            |
| FE56       | 60（197英尺）                                   | 1（3英尺3英寸）                            | 3.6（2英里）                            | 1        | B2~5                            |          | 不適用                            |
| SE57       | 60（197英尺）                                   | 1（3英尺3英寸）                            | 3.6（2英里）                            | 1        | B2~6                            |          | 不適用                            |
| PE58       | 45（148英尺）                                   | 0.75（2英尺6英寸）                         | 2.7（2英里）                            | 1        | B1、1                           |          | 不適用                            |
| PE/SE63    | 60（197英尺）                                   | 1（3英尺3英寸）                            | 3.6（2英里）                            | 1        | 89~93                           |          | 不適用                            |
| SE64、SE65 | 60（197英尺）                                   | 1（3英尺3英寸）                            | 3.6（2英里）                            | 2        | B2~3                            |          | 不適用                            |

## 用途

### 官方活動與名人事件
在體育方面，2004年12月25日，有「法國蜘蛛人」之稱的阿蘭·羅貝爾在管理單位特別允准下進行攀登台北101的挑戰。由於當天天候不佳，因此他以輔助工具攀爬台北101外牆，最後費時近4小時成功完成攀登台北101的挑戰。2005年11月20日，台北101首度舉辦登高賽（現稱「垂直馬拉松」），賽事範圍從1樓大廳到91樓共2046階樓梯。根據官方賽事結果，澳洲籍Paul Crake以10分29秒拿下男子組冠軍，奧地利籍Andrea Mayr以12分38秒拿下女子組冠軍，台灣選手陳仲仁以12分20秒拿下男子組大會排名第五和國內冠軍，而大會紀錄到目前為止尚未有人打破紀錄。另外這項活動不僅把其收益捐獻給中華台北奧運代表隊，還會一年一度地舉行。2007年12月11日，奧地利籍極限運動選手菲利克斯·保加拿在未獲台北101管理單位核准的情形下，趁保全人員不注意之際翻越91樓露天觀景台的護欄，自101大樓上定點跳傘成功，刷新先前由自己創下、全世界最高大樓定點跳傘的記錄。2015年3月22日，波蘭籍單車選手克里斯提安·赫爾巴透過騎單車彈跳方式費時2小時13分鐘完成1到60樓和1到91樓共3,139階台北101樓梯。
在音樂方面，台灣樂團五月天在2005年11月11日於台北101的91樓戶外觀景台舉辦「頭頂天空昇空演唱會」，並且在現場演唱15首歌曲。儘管因為現場場地限制，主辦單位僅提供500張贈送門票供歌迷入場，但主辦單位仍邀請媒體進行實況轉播，最終五月天和披頭四樂隊與U2樂團並列為在屋頂上開演唱會的樂團。2006年2月25日晚上，文藝復興音樂聯盟在台北101辦公大樓大廳舉辦「莫札特新故鄉」音樂會。現場邀請比利時籍鋼琴家比德．李程彈奏莫札特250等曲目，而副總統呂秀蓮亦到場聆聽觀賞。2013年6月，由台灣知名歌手李建復、舞思愛、于浩威等人組成的台灣驚喜合唱團「FMCTaiwan」在裙樓區購物中心的美食街驚喜快閃演出，並在現場獻唱綠島小夜曲、茉莉花、高山青、望春風等歌曲以及助興演奏表演。在YouTube上發布後在短時間內突破1百萬次觀看後，籌辦人在7月22日對外表示為了呼應最近台灣社會狀況沉重且須面對新聞媒體的誇張傳播，而希望透過這樣的活動來讓民眾鼓舞人心。2014年12月6日，日本偶像團體HKT48為了要推廣她們的世界巡迴演唱會台灣站而在91樓戶外觀景台舉辦小型演唱會。從2020年開始，聯合報旗下的500輯和台北市政府商業處以及台北101在每年年末於台北101水舞廣場共同舉辦「500趴」活動，現場邀請知名歌手輪番演唱和廚師製作特色料理。
台北101在開幕之後，吸引名人來台北101參訪與旅遊。其中巴拉圭副總統夫婦在2004年2月參觀台北101，並在那邊戴上水蓮領帶與水蓮總會成員合影。美國前總統比爾·柯林頓在2005年2月底與中華民國總統陳水扁會面，因此在2005年2月28日造訪台北101購物中心並為500名讀者簽署了自傳《我的生活》。2012年6月，美國演員來到台灣擔任冰上活動形象大使，在她空檔之餘時登上台北101的頂樓用餐並俯瞰都市美景，並讚揚台灣的漂亮容貌。2012年7月22日至27日，中美洲友邦瓜地馬拉共和國國會議長李維拉等7人來到台灣會面總統馬英九和其政府高層官員，並參訪包含台北101在內的台灣文化經濟設施。中國大陸歌手郁可唯在2012年8月發行專輯《失戀事小》後於2012年10月8日來到台灣宣傳她的新專輯，並拿著「iphone101」站在台北101說著「我一直以來都很努力，也很幸運現在擁有這些成績。」同一個月，在韓劇飾演「殷始慶」的南韓演員曹政奭和台灣演員陳意涵共同擔任台灣觀光局（現稱觀光署）代言人，並在台北101等台灣知名景點進行觀光宣傳微電影的錄製。2013年3月4日至8日，史瓦濟蘭司法及憲政部長甘梅澤率團來到台灣去考察當地司法制度現況並與中華民國政府交換意見，另外他們在這次行程也參訪台北101等文化經濟設施。2013年4月29日，好萊塢電影導演為了宣傳電影而來到台灣做快閃行程，在他一「嘗」宿願並逛遍台北101後，他樂意在未來能來台灣做電影取景。2014年6月8日，南韓演員河智苑為了要宣傳韓劇《奇皇后》而來到台灣參訪，在接受媒體採訪後於當天晚上去台北101知名餐廳吃小籠包。2014年9月，美國洛杉磯主廚杰奎特、加拿大多倫多主廚卡梅倫、以及美國芝加哥主廚凱斯來到臺灣展開8天美食之旅，途中踏遍台北101等知名景點和夜市，並品嚐美食及熟悉當地料理製作。2023年3月，擔任經典賽開球嘉賓的美國職棒名人堂球星李維拉在聽聞前隊友王建民介紹台灣是美麗的地方後，登上台北101觀景台並參觀禮品店。2024年11月底，中國大陸奧運金牌得主馬龍、杨倩在內的陸生團於馬英九基金會的受邀之下來到台灣參訪，其中亦參訪台北101等觀光景點。

### 跨年煙火表演

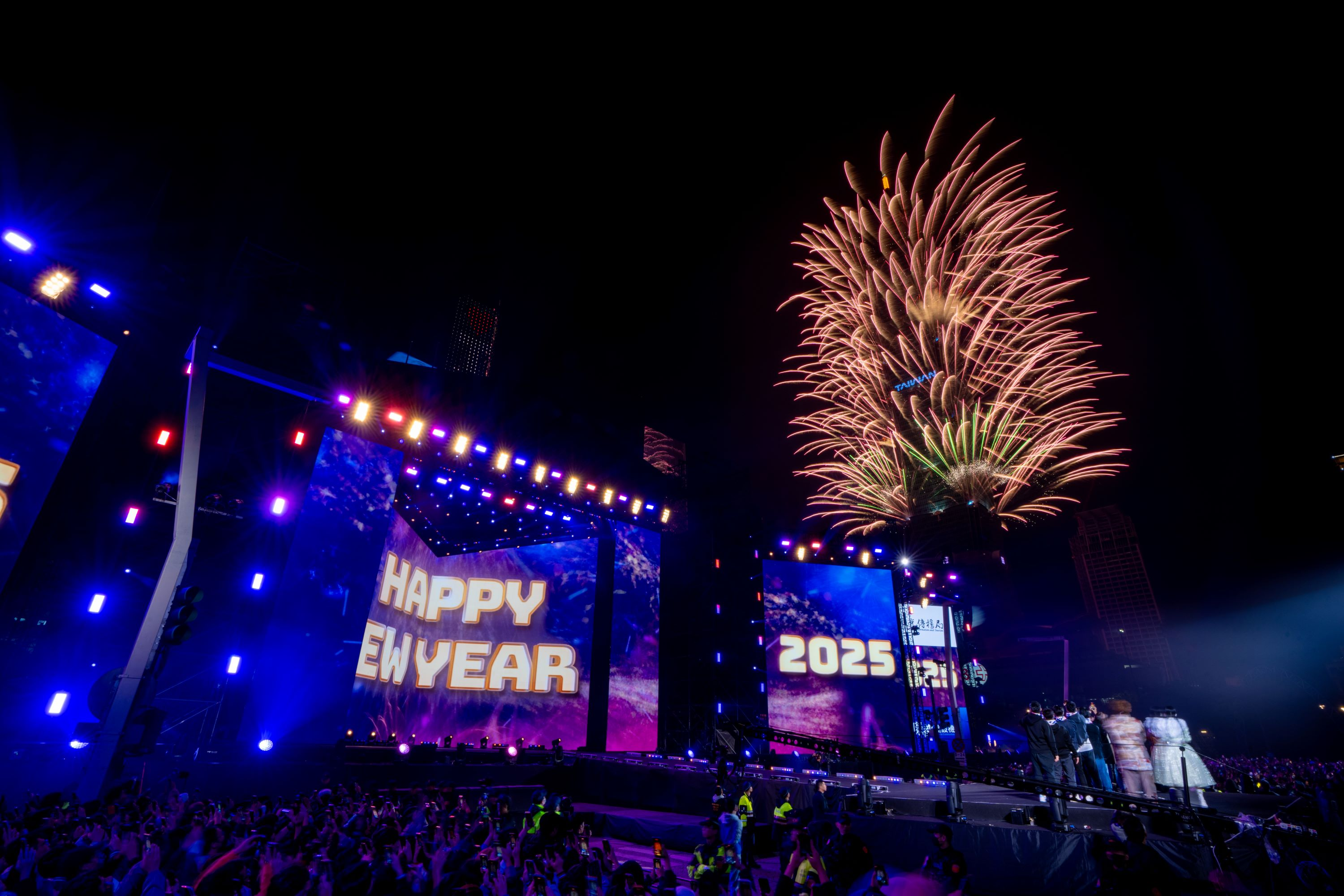
最近一屆是2025年度跨年煙火表演

每年12月31日在台北市政府府前廣場舉辦臺北最High新年城跨年晚會，到午夜時分，遊客和現場民眾可以看到正在施放煙火的台北101大樓。另一個觀看煙火的熱門地點是國立國父紀念館廣場。
台北101在2003年完成塔樓封頂和裙樓區購物中心正式開幕後，於該年12月31日首度舉辦台北101的跨年活動。儘管塔樓區在當時還沒實質完工，但台北101仍透過外牆燈光變身為當時世界最高的倒數計時器，並且在跨年倒數時以八層為一單位依序向上點亮外牆燈光，在全部點亮後象徵著進入2004年。到2004年完成台北101塔樓區興建工程之後，李祖原建築團隊為了見證世界第一高建築物的誕生而購買沖天炮在空地施放，此時宏國關係企業副董林鴻明在想起澳洲雪梨和紐約時代廣場的跨年煙火盛事後啟發在台北101大樓施放煙火的構想，並決定在2004年底台北跨年晚會施放台北101煙火。當台北101在2005年的第一秒鐘成功施放煙火後，不僅是全球首次在摩天大樓上施放煙火，還以508（1,667英尺）的高度成為當時世界煙火施放高度最高者:136，甚至吸引國際媒體報導並登上其網頁頭版，另外台北101跨年煙火表演也間接成為整場臺北最High新年城跨年晚會的重頭戲。
自2005年度開始，鉅秀公司長年為台北101打造跨年煙火秀，從剛開始的35秒:136到最長360秒的施放時間，從3000發:136到最多的30,000發煙火數量，歷屆以來的煙火設計也對全球各地民眾帶來不同的表演主題。為了要讓全世界觀眾親眼目睹台北101煙火之美，台北101在每年籌備煙火秀上想出秒數更長、煙火數量更多以及更豐富的表演，不過在實際籌備上卻需要花更多的經費來達成這樣的目的，剛開始在2004年底開創台北101跨年煙火表演需斥資新台幣300萬元打造，到2011年度、2018年度、2019年度、和2020年度煙火籌備經費來到最高新台幣6,000萬元打造，甚至在最近的2023年度也要斥資新台幣5,000萬元才能夠製作出豐富的煙火表演。
自2004年底開創摩天大樓煙火表演以來，煙火施放數量原則上逐年增加，第一場煙火秀總計3000發:136，之後到2011年、2012年、以及2016年來到最多的3萬發煙火。從2016年下旬開始因考量到環保政策，因此從2017年度開始減少煙火施放數量，並以其他形式來襯托往後的台北101跨年煙火表演，在2017年度煙火剩下2萬發，並搭配800盞電腦燈呈現，之後從2018年度開始的煙火施放數量維持在1.6萬發，而台北101從那時候開始導入T-PAD來創新其煙火表演。然而，T-PAD燈網因為天氣因素而較難維護，因此台北101從2024年度跨年煙火開始取消架設T-PAD燈網，並改以煙火本身加塔身燈光為主。

### 觀景台
台北101在88樓和89樓設有室內觀景台，以及91樓和101RF樓的戶外觀景台。這些觀景台均提供360度景觀，並吸引了來自世界各地的遊客。室內觀景台位於海拔高度382（1,253英尺）處，提供舒適的環境、防紫外線的大窗戶、八種語言的語音導覽、以及資訊豐富的展示和特別展覽。在這裡，人們可以參觀摩天大樓的風阻尼球，並且可以購買食品、飲料和禮品。另外兩段樓梯將遊客帶到室外觀景台，91樓戶外平台位於海拔高度390（1,280英尺）。
室內觀景台在星期一至星期日及國定假日皆開放11小時（當地時間上午10點至晚上9點），室外觀景台在天氣允許的情況下於同一時間開放。觀景台入場門票可在購物中心5樓現場購買，或透過台北101官方網站提前購票，並可透過高速電梯進入88至91樓。2019年6月14日，台北101大樓宣布第101層和其頂樓戶外觀景台（海拔460公尺）將向公眾開放。每日登上101RF樓室外觀景台名額有限，且須事先預約，出戶外前需要配戴安全裝備，例如扣在欄桿上的安全帶。
在觀景台票價方面，台北101觀景台的入場門票提供新台幣600元的89樓觀景台基本方案，新台幣980元的89樓加上101樓觀景台方案，新台幣1,200元的觀景台快速通關方案，以及新台幣3,000元的「Skyline天際線460」方案。除此之外，台北101有時為了台灣國定假日或特殊場合而為中華民國國民或外國遊客規劃一系列的優惠票價或者是聯合其他觀光景點的套票，以利吸引觀光客前往台北101觀景台。

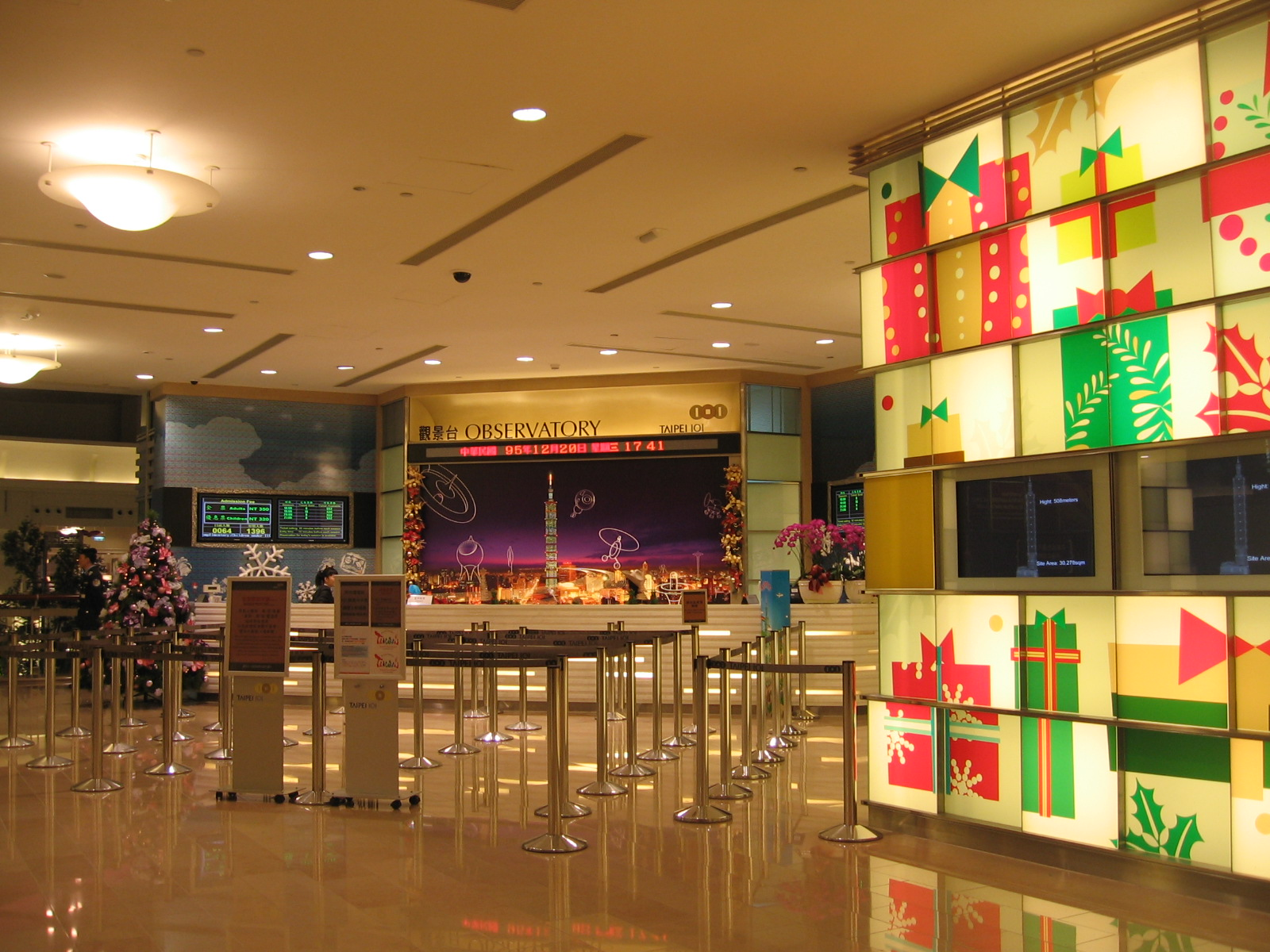
5樓觀景臺入口大堂（2006年）
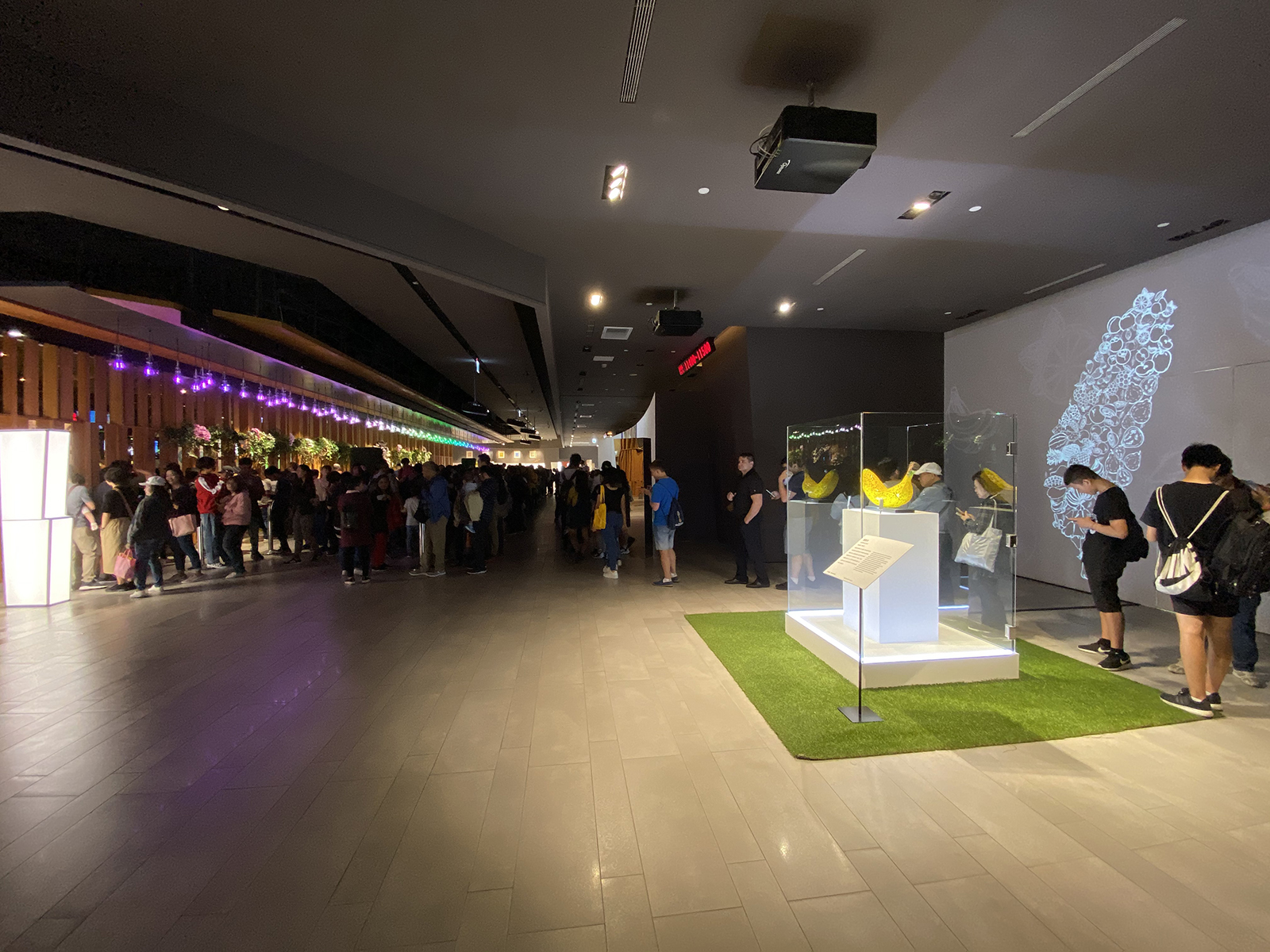
5樓入場展區在2019年完成翻新
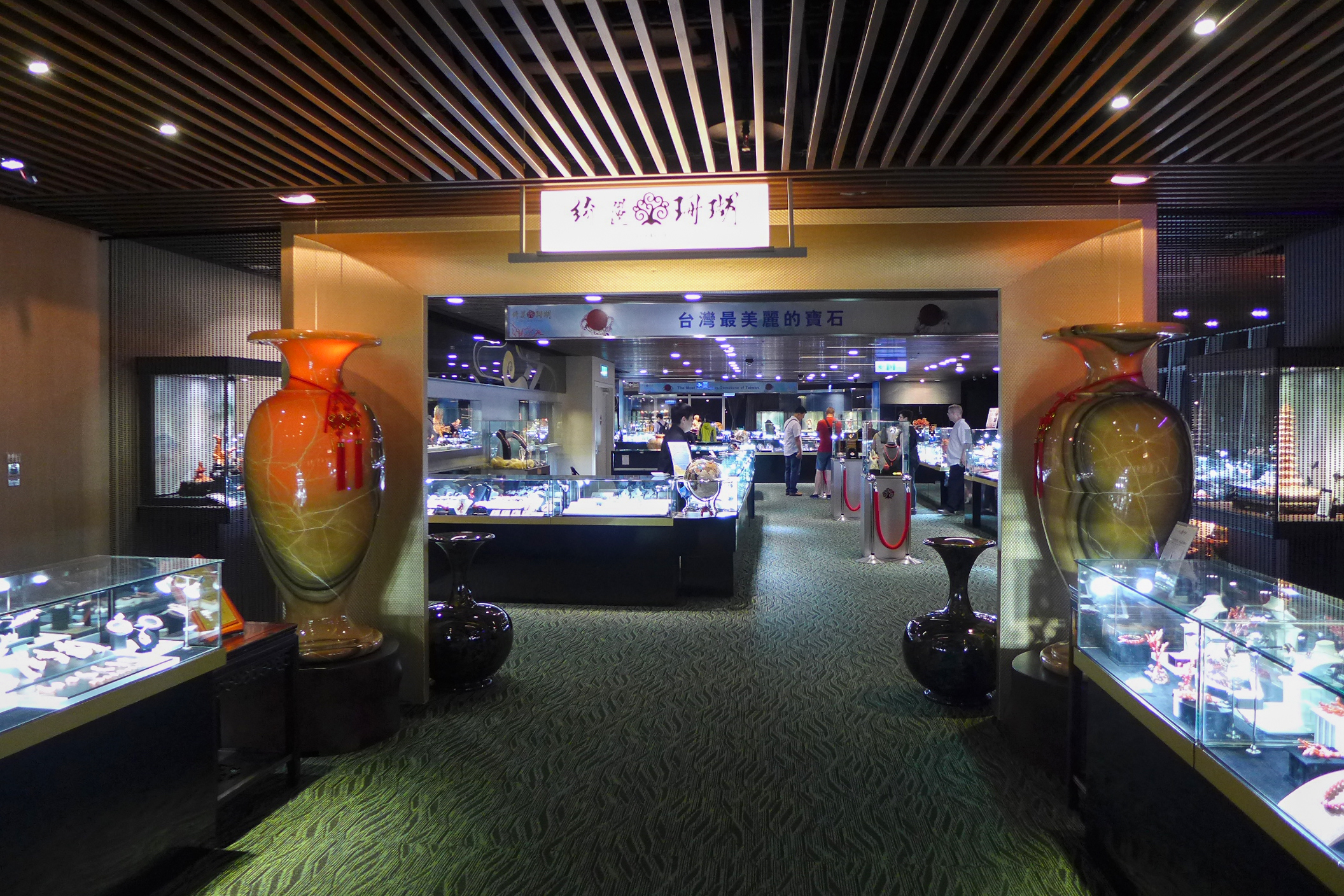
88樓珠寶飾品專櫃（2015年）

### 外牆點燈
| 星期 | 點亮顏色 |
| ---- | -------- |
| 一   | 紅       |
| 二   | 橙       |
| 三   | 黃       |
| 四   | 綠       |
| 五   | 藍       |
| 六   | 靛       |
| 日   | 紫       |

平常每一天晚上，台北101的外牆會打上燈光，以彩虹光譜色為主題，每天更換一種顏色，如星期一是紅色、星期二是橙色等。台北101是臺灣最具指標性的地標之一，打燈視覺圖像一出往往是全國吸睛焦點。舉凡節日歡騰、全球意識、團結民心等主題，另外各大企業亦會贊助101燈光秀進行商業造勢。2014年2月16日，台北101外牆點燈廣告於晚間10時走入歷史，自晚間9時55分起，以「愛你」、「晚安」字幕做最後輪播。2018年起，夜間燈光由原先在塔樓每節最上層以眉型呈現的方式改為新版的側邊燈光樣式。

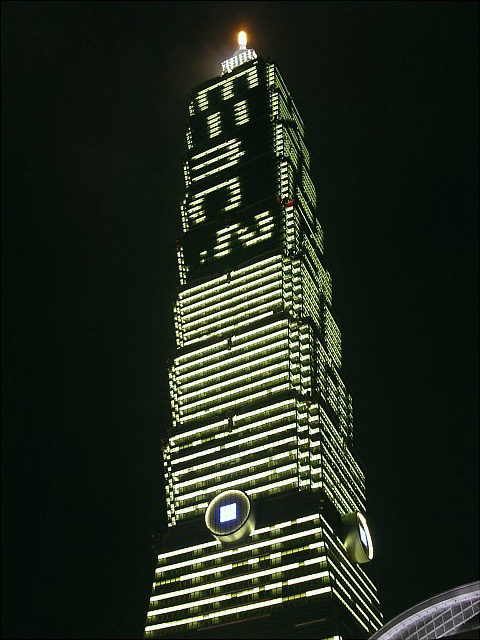
在2005年4月19日點亮「E=mc^{2}」字樣的台北101

每到節慶、事件紀念日、以及特殊事件的時候，台北101會在其外牆點燈打字來慶祝、紀念與感謝。在春節、西洋情人節、二二八和平紀念日、母親節、父親節、中秋節、中華民國雙十國慶、以及聖誕節前後幾天，台北101會在外牆點亮文字或特別顏色的燈光。在事件紀念日方面，台北101曾在2021年適逢日本311大地震十周年、2023年12月10日適逢《世界人權宣言》通過75周年、以及2024年4月10日適逢《台灣關係法》立法45周年之際在其外牆打上各自的文字以做紀念。台北101在特殊場合上，於2005年4月19日為了紀念阿尔伯特·爱因斯坦發表相對論一百周年而點亮「E=mc2」字樣，2021年11月7日為因應第26屆《聯合國氣候變化綱要公約》締約方大會而點亮「Net Zero」等字樣，以及2024年3月25日為了給中華職棒第35個賽季應援而打上「職棒熱血開打」等字樣。另外，每當中華隊選手參加奧運會、世界棒球12強賽等大型體育賽事的時候，台北101會點亮外牆文字來為這些選手加油打氣。在新冠疫情期間，台北101為了要感謝第一線防疫人員與醫護人員的守護，以及許多國家願意贈送台灣新冠疫苗，因此在其外牆上點亮致謝文。在重點人物包括美國眾議院議長、英國前首相、以及輝達執行長黃仁勳來到台灣的時候，台北101在其外牆上點燈歡迎。為了聲援台灣同志遊行，台北101點亮彩虹燈光來表達對性別平權和多元文化的支持。
台北101有時候為了要達到廣告宣傳效果而會以外牆燈光或文字來呈現，例如在2007年6月，台北101為了要打進婚禮市場而在外牆點亮「Will You Marry Me」等字樣。2008年9月，當X JAPAN將在隔年2月14日於台北南港展覽館舉辦演唱會的時候，YOSHIKI在台北101外牆點亮「WE ARE X」燈光來宣傳台北演唱會，並持續至該年9月28日。2008年10月和隔年10月，雅詩蘭黛為了要發起公益活動來宣導乳癌防治，在台北101外牆點亮粉紅色眉燈和絲帶。2012年1月16日至21日，Garena為了慶祝Riot Games開發的線上遊戲《英雄聯盟》在台灣上架半年突破百萬次下載而在台北101點亮「LoL.tw」等字樣。2013年5月3日，好萊塢明星與其子到台北街頭宣傳電影並在台北101頂端點亮他的電影片名。2017年11月10日，美國知名女歌手發行專輯《舉世盛名》而在台北101點亮「I♥ TS REP」等字樣。2018年5月18日，為了慶祝DELiGHTWORKS開發的《Fate/Grand Order》在台灣上架一周年，台北101在外牆點亮「FGO生日快樂」等字樣。另外為了順應日本女歌手安室奈美惠在同年5月19、20日於台北小巨蛋開唱，因此在5月18、20日於台北101外牆打上「～FINALLY～」等字樣。2018年12月，Madhead開發的《神魔之塔》為了迎接上架6周年而與台北101合作，在台北101外牆變身為世界最大的求籤筒，並吸引現場民眾對台北101祈福許願。2022年11月18至20日，台北101為因應寶可夢公司發行《寶可夢 朱／紫》而在外牆播放寶可夢相關影片。另外在每年跨年晚會，台北101跨年煙火表演吸引廠商贊助而在外牆打上贊助廠商的相關宣傳內容，包括遊戲橘子代理的《天堂M》、Uber Eats、中國信託、奧迪汽車等。
每當台灣和國際發生重大事件時，台北101會以外牆燈光或文字來為這些人事物表達致意。在2009年8月颱風莫拉克重創台灣南部，台北101在該年8月17日起兩周內點亮「TAIWAN加油」來為受災民眾祈福。2015年11月在法國巴黎發生襲擊案造成超過120人死亡，台北101在該年11月15日點亮藍白紅眉燈來為該事件哀悼祝福。2016年2月6日在南台灣發生地震造成多處大樓倒塌，台北101在當天於頂冠點亮「台南加油」等字樣來為南台灣民眾祝福。2017年6月10日台灣空拍導演齊柏林意外墜機身亡，台北101在隔天點亮白色眉燈和「看見台灣」等文字表達致意。2018年2月6日深夜在花蓮縣發生地震後，台北101從隔日起連續3天在外牆點亮「天佑台灣、花蓮加油」文字來為當地民眾祈福。2020年7月30日中華民國前總統李登輝病逝後，台北101在外牆點亮他生前講的名言表達哀悼。2021年4月2日在台鐵北迴線發生列車嚴重脫軌事故後，台北101在該年4月5、6日打上「為受難者祝禱」等文字並為鐵路事故受難者祈福。2022年2月開始在烏克蘭發生戰爭後，台北101從該年2月28日至3月6日點亮烏克蘭國旗色和文字來表達和平祈福。2022年7月8日日本前首相安倍晉三遇刺身亡後，台北101在隔日起連續3天點亮「台灣永遠的朋友」等文字來哀悼與感謝安倍晉三在生前給台灣的幫助。當地時間2023年2月6日凌晨在土耳其南部接壤敘利亞邊境發生大地震造成超過1萬人死亡後，台北101在該年2月9日點亮「為土耳其祈福」等文字來為當地受災民眾致意。2023年10月爆發新一波以巴衝突造成嚴重死傷後，台北101在該年10月11日點亮以色列國旗色進行哀悼和和平祈福。2024年4月3日在台灣本島發生大地震後，台北101在當天晚上點亮「祈願台灣平安」等文字表達對全台灣受災民眾祈福。

## 樓層規劃

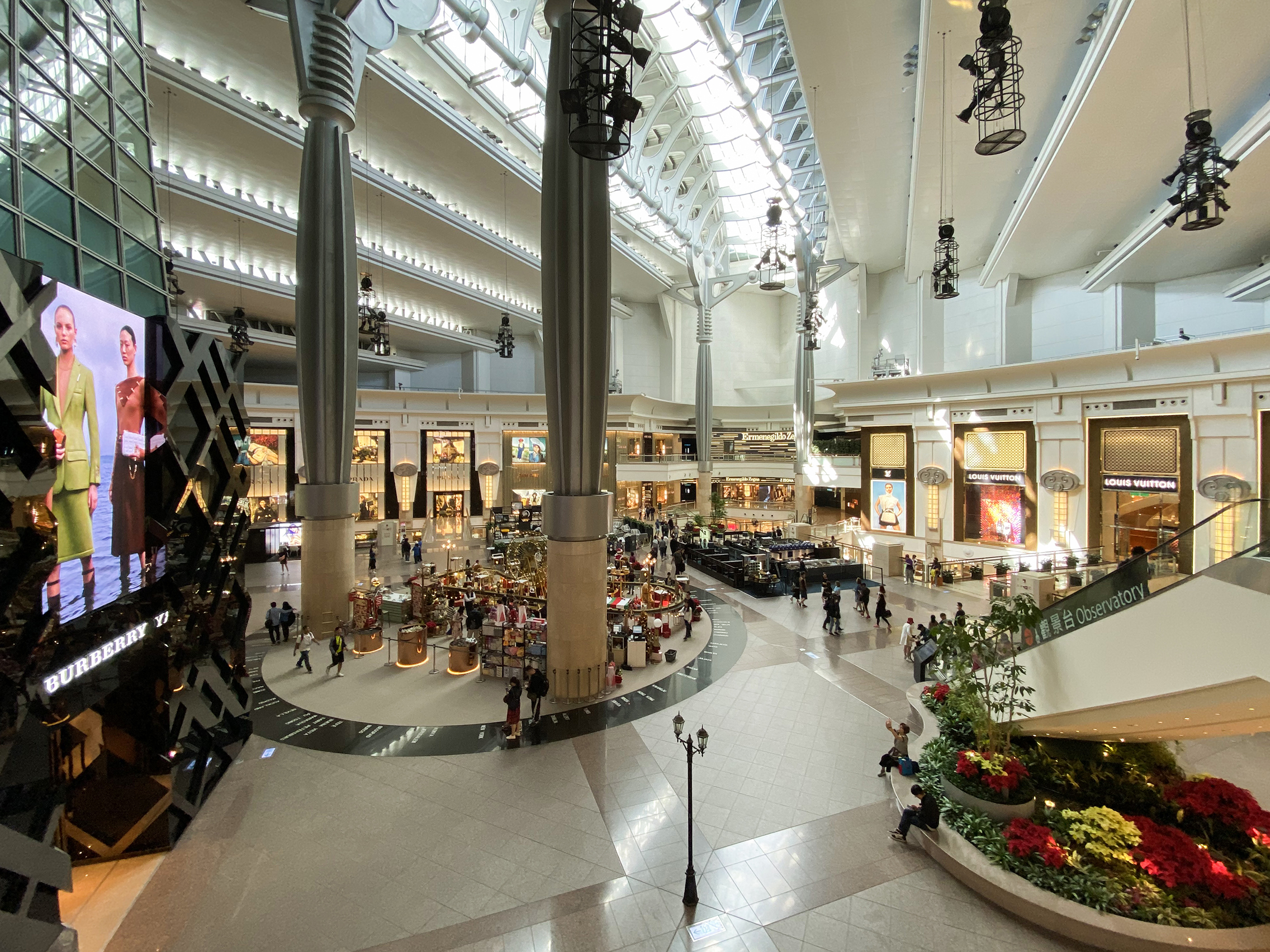
台北101購物中心

台北101在當時規劃整棟塔樓建築物作辦公用途，到目前為止，台北101辦公大樓在1樓設置高空特色餐廳接待櫃檯，並於購物中心5樓設置觀景台出入口與售票處。7至84樓設置辦公室並提供國內外公司進駐辦公，其中84樓的匯豐101 分行及財富管理中心是目前最高的辦公樓層，另外在35樓設置SKY PARK提供大樓租戶生活機能協助。85和86樓設置高空特色餐廳，其中85樓由隨意鳥地方、捌伍添第進駐，而86樓則由饗賓餐旅旗下的buffet 饗A Joy進駐。88、89、91和101樓提供觀景台做觀光用途，並在92至100樓設定為通訊樓層。除此之外，在辦公樓層的35樓設有餐廳菜鳥書蒔及CAFE ACME mini，84樓開設眼科診所遠見眼科，並且在88樓額外隔出空間給天空興波咖啡館做使用。在樓層呈現上，台北101的樓層指南設在1樓信義路入口大廳，由於阿拉伯數字「4」在中華文化上是不吉利的，因此台北101在樓層規劃上將44樓更名為43樓，而43樓也變更為42A樓。
台北101的裙樓區在規劃興建時已經確定做購物中心用途，因此在購物中心內設有珠寶腕錶品牌如百達翡麗、卡地亞、Tiffany & Co.、A. Lange & Söhne、香奈兒等，國際精品品牌如Louis Vuitton、Dior、Gucci、Burberry等，其他知名品牌包括Apple Store、服飾品牌COS、ZARA和其關係品牌Massimo Dutti、以及運動休閒服裝與球鞋品牌adidas、New Balance、和The North Face等。4樓及5樓多間精緻餐飲，包括Jean-Paul Hévin、Cova、富錦樹台菜香檳、初魚等。另外在地下一樓設有美食街、伴手禮微熱山丘和Sugarfina等、特色餐廳鼎泰豐、以及連通至台北捷運淡水信義線台北101/世貿站連通道，並且在地下二樓到地下五樓設置付費停車場。

## 公共藝術

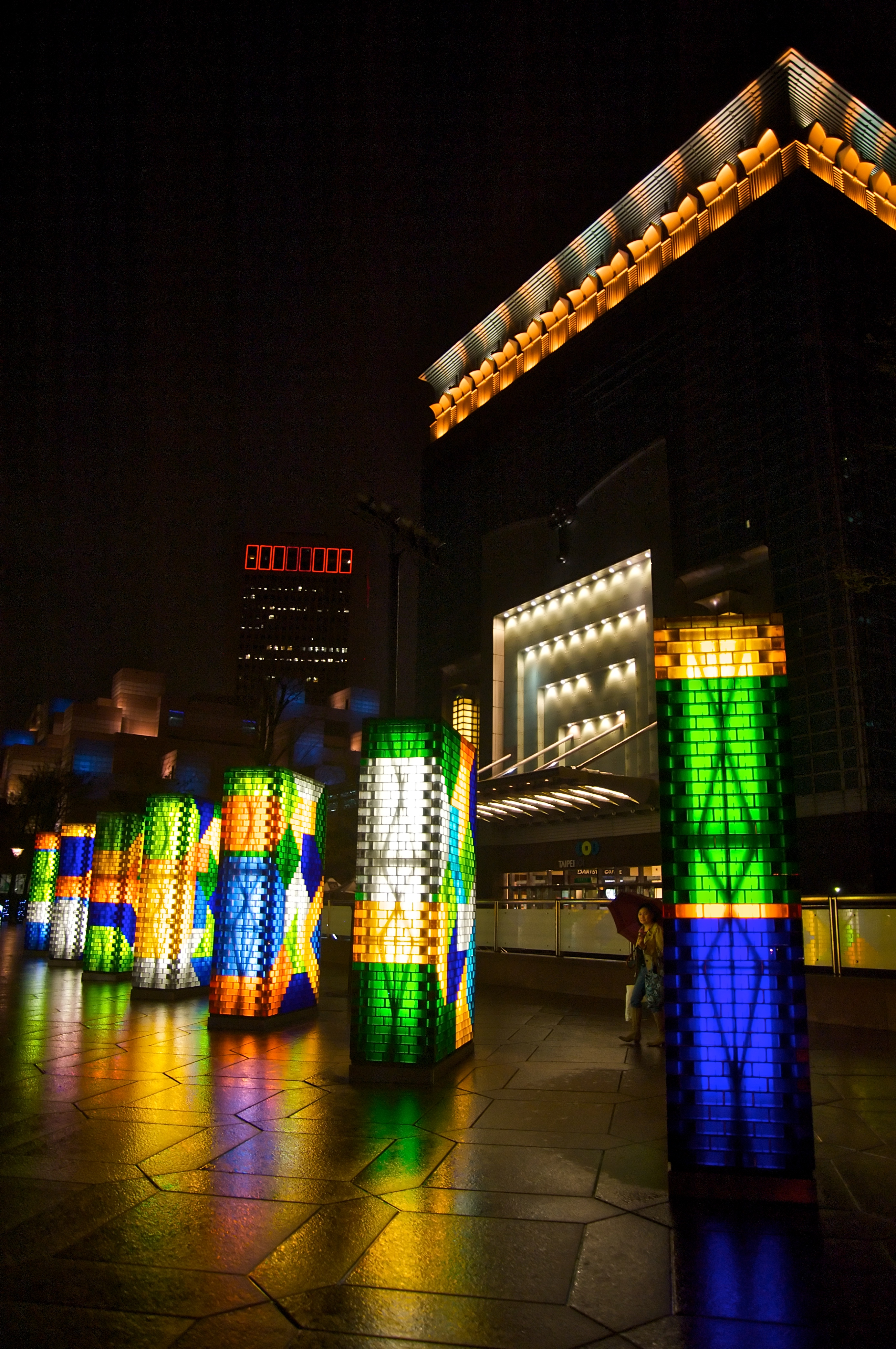
夜晚的台北101夥伴碑

台北101在興建時，建築師李祖原就考慮規劃設置公共藝術，並布置在室內及室外各處，因此台北101在2001年耗資新台幣1億3,734萬元邀請全球知名藝術家參與藝術品設計與製作，並創下當時公共建設藝術設置經費的新紀錄。經過選件之後，台北101正式採納六件作品，其中包括德國藝術家雷貝嘉·霍恩（Rebecca Horn）的《陰與陽的對話》（鋼、鐵）、美國藝術家罗伯特·印第安纳（Robert Indiana）的《1-0》和《LOVE》（鋁）、法國藝術家亞利安·莫斯可維奇（Ariel Moscovici）的《天地之間》（玫瑰紅花崗岩）、台灣藝術家莊普的《世界之環》（黑色花崗岩、白色大理石）、以及英國藝術家吉爾·瓦塵（Jill Watson）的《都市交響曲》（銅）。
除了上述6件作品外，為了紀念在2002年3月31日因大地震而造成5名工人在台北101工安意外中殉職，因此李祖原建築事務所特別為5名殉職工人設計以七巧板為概念的七彩琉璃透明材質夥伴碑共七座，並且將所有參與台北101建設的員工姓名一一刻印在夥伴碑上。這些夥伴碑在2004年4月28日國際工殤日開始打造，並於2005年夏季安裝完成。2013年9月，伴隨台北101開幕將近十年，台北101的電梯已載運超過1300萬人次，從這些電梯汰換下來的鋼纜被台灣藝術家康木祥打造成公共藝術作品《無限生命》，並成為全世界第一個以退役電梯鋼纜製作的藝術作品。

## 獎項
2004年底開幕當天，台北101獲得安波利斯摩天大樓獎第1名，並在2011年7月獲得LEED v3白金級認證，成為全球最高綠建築，到2016年獲得世界高層建築與都市人居學會全球高樓建築獎「經營成就獎」、Enterprise Asia 亞洲責任企業獎（AREA）「綠色領導獎」及LEED v4白金級認證，2019年獲選世界高層建築與都市人居學會「全球50最具影響力高層建築」，2023年獲得WELL v2 Core白金級認證，在建築營運和綠建築方面屢獲各項國際肯定。

## 圖片集

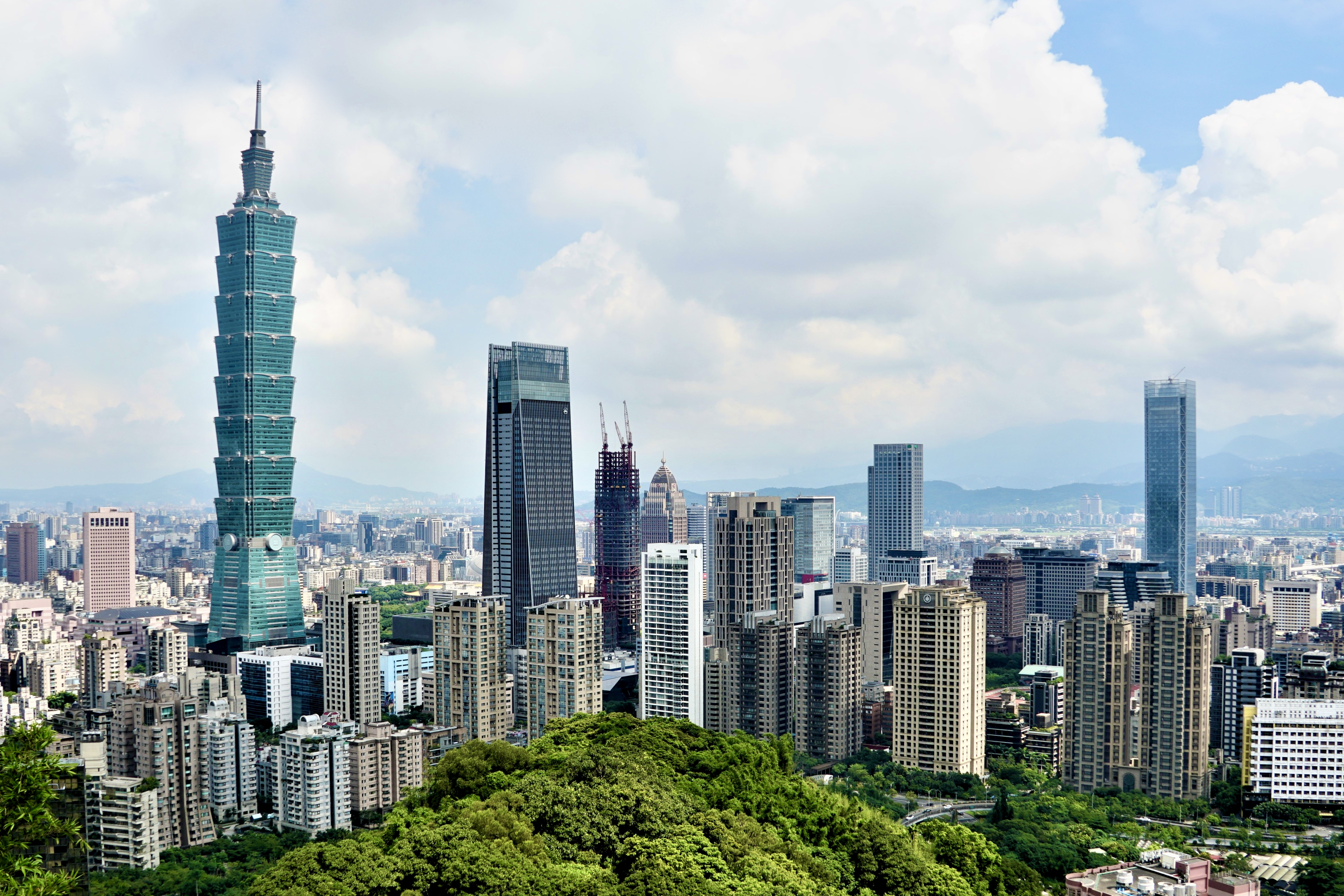
2022年的台北天際線
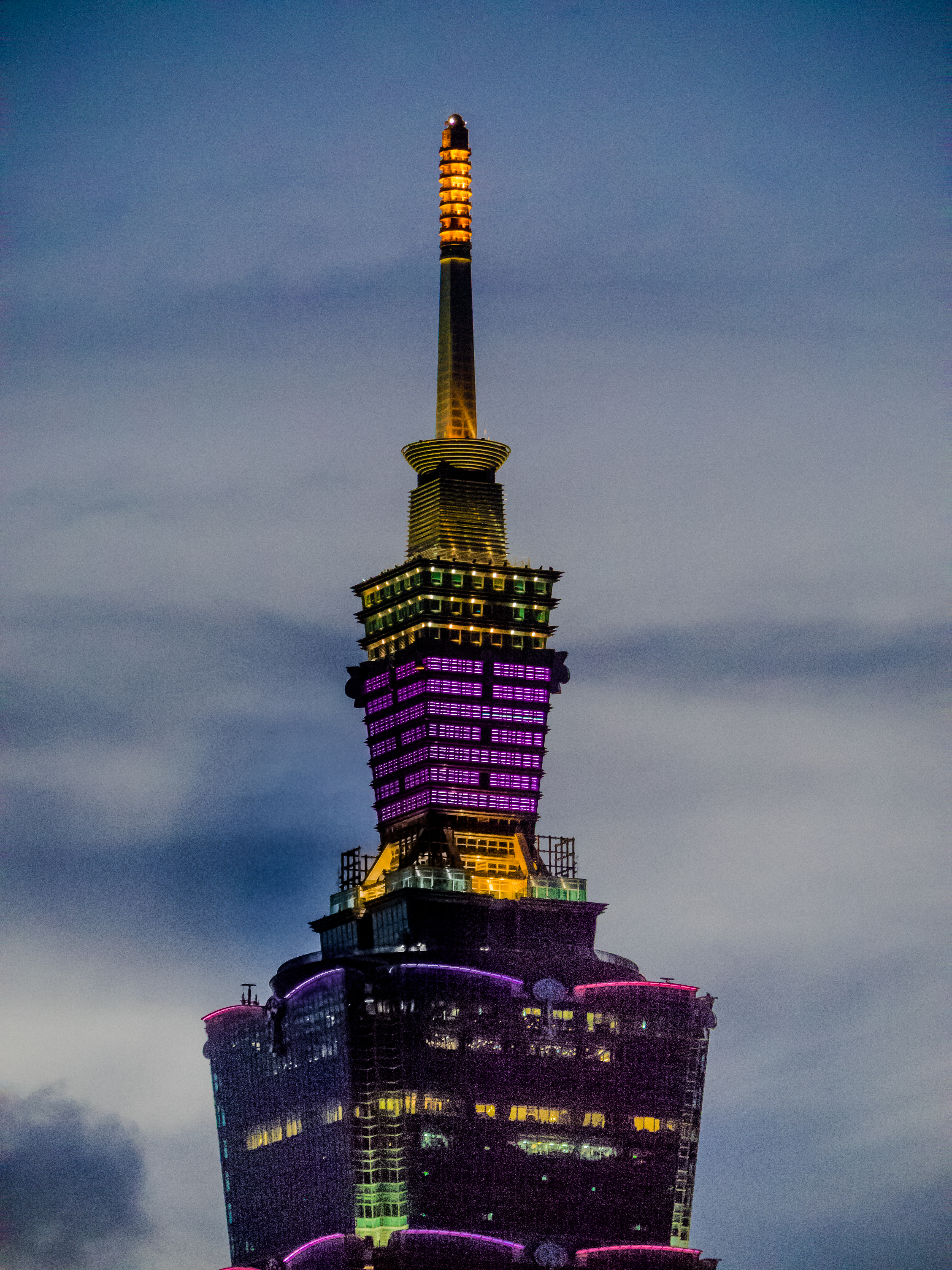
在星期日晚上的台北101頂端，點亮著紫色燈光
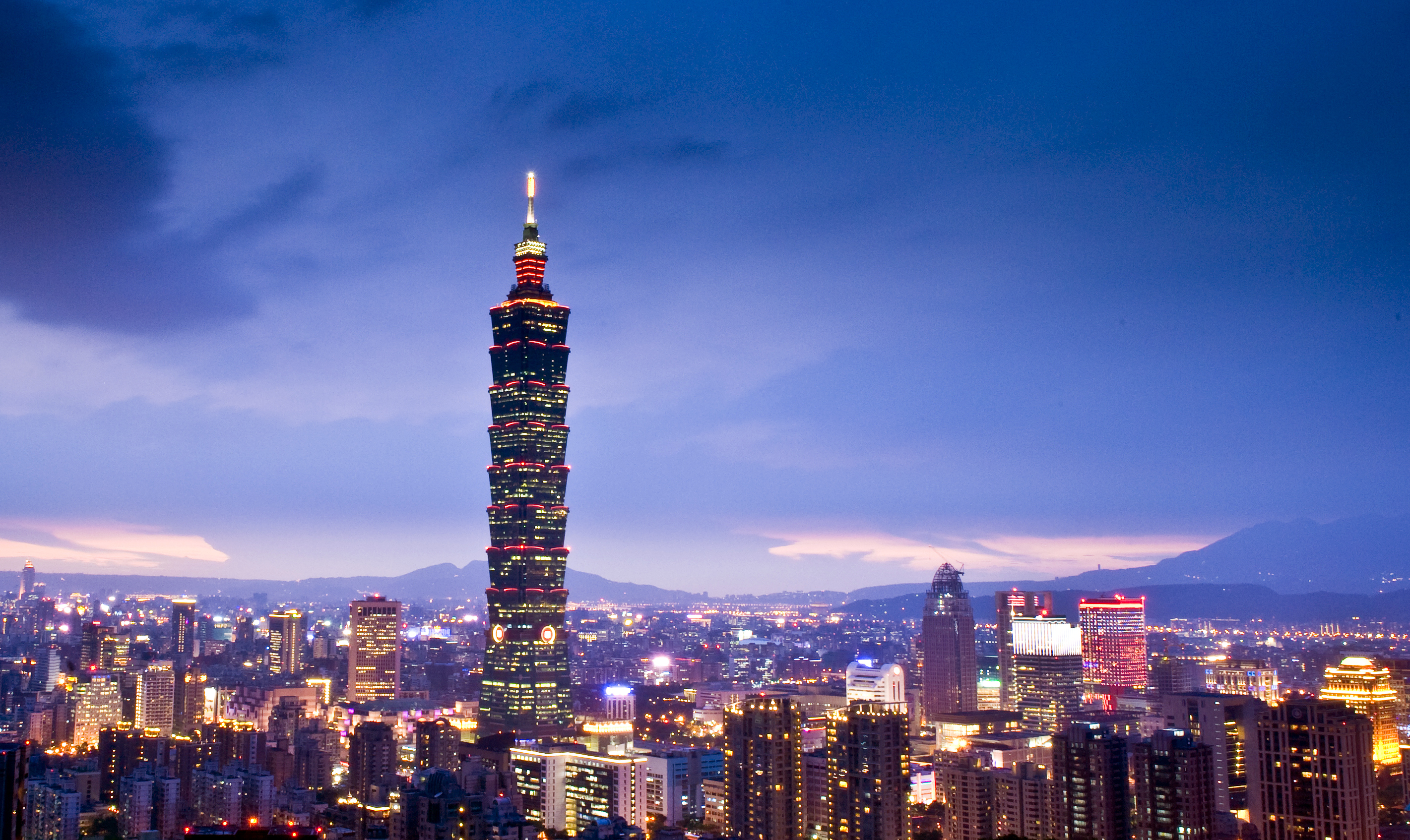
台北101傍晚夜景
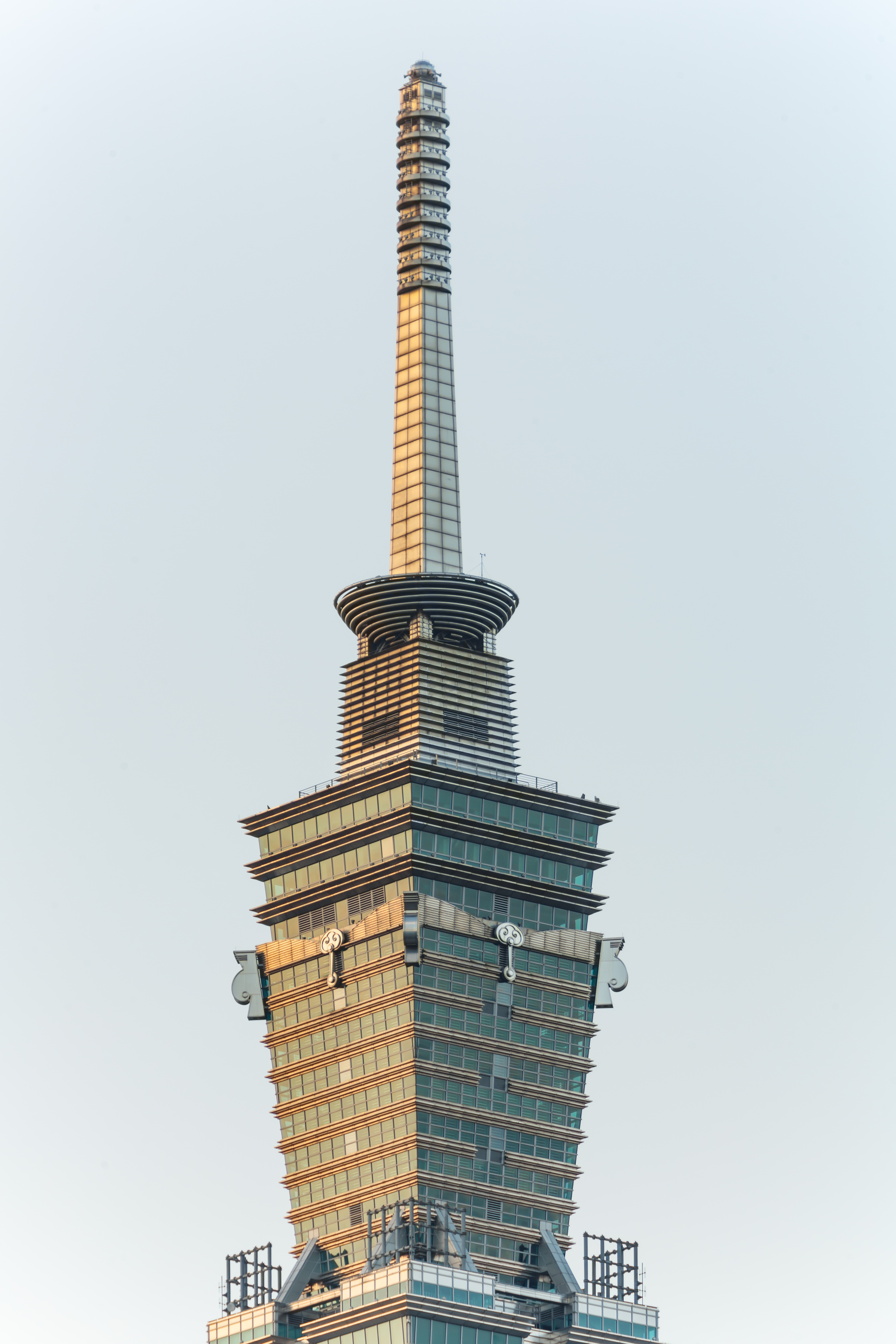
台北101頂端特寫

## 外部連結
- 官方网站
  - 台北101觀景台 （页面存档备份，存于）
  - 台北101購物中心
- Consulting services by RWDI (wind engineering and emergency ventilation) and Motioneering (tuned mass damper)
- LEED Official Site （页面存档备份，存于）
- 李祖原聯合建築師事務所官方網站 （页面存档备份，存于）

## 延伸閱讀
- OpenStreetMap上有關台北101的地理

| 紀錄                                                        | 紀錄                                                                        | 紀錄                                                               |
| ----------------------------------------------------------- | --------------------------------------------------------------------------- | ------------------------------------------------------------------ |
| 前任者： 雙峰塔 451.9（1,483英尺）                          | 世界最高摩天大樓 509.2（1,671英尺） 2004年–2009年                           | 繼任者： 哈里發塔 829.8（2,722英尺）                               |
| 前任者： 威利斯大廈 442（1,450英尺） & 412.4（1,353英尺）   | 世界最高屋頂/樓板高度 449.2（1,474英尺） / 439.2（1,441英尺） 2003年–2008年 | 繼任者： 上海環球金融中心 492（1,614英尺） / 474（1,555英尺）      |
| 前任者： 橫濱地標大廈 12.5 m/s（41 ft/s） (45 km/h, 28 mph) | 世界最快速電梯 16.83 m/s（55.22 ft/s） (60.6 km/h, 37.7 mph) 2003年–2016年  | 繼任者： 上海中心大廈 20.5 m/s（67.26 ft/s） (73.8 km/h, 45.9 mph) |
| 前任者： 高雄85大樓 347.5（1,140英尺）                      | 台灣最高建築物 509.2（1,671英尺） 2004年至今                                | 現任                                                               |
| 前任者： 美國銀行大廈                                       | 世界最高綠建築 （LEED白金級認證） 2011年至今                                | 現任                                                               |
| 前任者： 美国国家环境保护局大樓 （美國佛羅里達州）          | 世界最大綠建築 （LEED白金級認證） 2011年至今                                | 現任                                                               |
| 前任者： 未知                                               | 世界最大/最重風阻尼器 直徑5.5（18英尺） / 660公噸（728短噸） 2003年至今     | 現任                                                               |
| 前任者： 未知                                               | 地震帶上最高建築物 （白金級認證） 2003年至今                                | 現任                                                               |